# Tomaž Kožar
Tomaž Kožar slovenski nogometaš, * 12. september 1994, Brežice. Tomaž je nekdanji član slovenskega prvoligaša NK Krško, ki je igral pri avstrijskem nižjeligašu  WSG Wietersdorf . Od februarja 2021 je znova član kluba NK Krško.
Glej tudi Aleš Kožar.